# Muerte contra reloj
Ticking Clock (Muerte contra reloj ) es una película estadounidense de 2011 dirigida por Ernie Barbarash. La película está protagonizada por Cuba Gooding Jr., con un elenco secundario de Neal McDonough, Nicki Aycox y Austin Abrams. La película fue lanzada en DVD directo en los Estados Unidos el 4 de enero de 2011.

## Argumento
En una habitación un hombre desconocido después de matar espantosamente a una mujer y abrirla, calma a su bebé llorando diciendo que todo estará bien.
En el presente un periodista de investigación Louis tiene un matrimonio difícil con su esposa Gina, una novia llamada Felicia y una carrera en crisis. La fiscal de distrito Felicia le dice a Louis que está terminando la relación. Más tarde ese día, el desconocido llamado Keech asesina a Felicia en su casa. Louis lucha contra Keech, quien deja caer un libro y escapa. El libro es el diario de Keech. Louis ve dos asesinatos más programados en los próximos tres días. Escribe los dos nombres, pero Keech recupera el diario.
Louis intenta decírselo a la policía, pero en su lugar se convierte en sospechoso del asesinato de Felicia. Louis rastrea a una víctima de asesinato programada, la maestra de escuela Vicki. Él la invita a salir, pero ella va a un bar. Allí, Keech habla con ella sobre un niño que denunció por abusar de un gato. Vicki se va al baño, pero Keech la sigue y la asesina. Louis rastrea a Vicki hasta el bar, pero la encuentra asesinada.
La policía todavía duda de su historia. La única evidencia de Louis es un pedazo rasgado del abrigo de Keech y una huella digital ensangrentada en un recorte de periódico. Él envía ambos a una amiga en un laboratorio de criminalística local. Ella le dice que la sangre coincidía con la de un huérfano de 11 años que vivía en un hogar de niños. La tela desconocida del abrigo reacciona extrañamente al calor y su origen es indeterminado.
La directora de la casa del niño, Polly, le dice a Louis que el niño, James, tiene problemas de comportamiento. James describe su deseo de viajar en el tiempo para arreglar su vida. James le muestra a Louis una caja con pequeños animales que están muertos y abiertos. Louis se sorprende y James comienza a gritar, enviando a Louis lejos.
Al rastrear la evidencia, Louis se da cuenta de que Polly es la siguiente mujer en la lista. Louis deduce que Keech es James, después de haber viajado desde el futuro para "arreglar su vida". La policía no cree esto y encarcela a Louis. Keech finge ser el abogado de Louis, y le revela a Louis que él es James del año 2032 que regresa para arreglar su vida, usando una máquina del tiempo en forma de reloj de bolsillo que el mismo construyó con nanotecnología. James transporta a Louis y a sí mismo a la casa de los niños, Polly está atada en el techo.
Keech amenaza con matar a Polly y obliga a Louis a traer a James. Louis esconde a James en un baño. Keech le dice a Louis que mató a su madre abusiva (la mujer de la primera escena) con la intención de cambiar su infancia traumática. Sin embargo, revela además que cada cambio simplemente ha resultado en otro cambio, dirigiendo implacablemente a Keech a su horrible pasado original:, después de matar a su madre, el futuro no cambio sino que fue enviado con su tía que será mucho peor que su madre, viaja al pasado y la mata pero el ciclo se repitió enviándolo esta vez con la maestra Vicki que lo condeno a un destino similar, y después de matar a su maestra, otro fiscal repitió el ciclo donde ahora Polly finalmente condenará a James (joven Keech) a otro destino sombrío. Keech cree que al matar a Polly e incriminar a Louis por el crimen y hacer arreglos para que James "capture" a Louis y sea aclamado como un héroe, Keech finalmente puede romper el ciclo y asegurar a su yo más joven un futuro feliz.
Desconocido para ninguno de los dos, James ha seguido a Louis e interrumpe la confrontación para preguntarle a Keech si él es su padre. Keech dice que él es su yo futuro. James está molesto porque Keech planea lastimar a Polly, afirmando que ella ha sido amable con él, pero Keech dice que lo enviará a un hospital psiquiátrico en el futuro, allí Louis ataca a Keech que deja caer un cuchillo futurista y James lo agarra, cortando la pierna de Keech. Keech enfadado derriba accidentalmente a James y le dispara a Louis en el pecho, después Keech comienza a sentirse extraño, saca su reloj que desaparece, tratando de comprender lo que ocurre se desvanece entre gritos, Louis revive, ve a Polly antes de desaparecer del techo, aquí se da cuenta de que James cayo del techo y murió, así que Louis corre y llora en su cadáver, pero antes de que llegue la policía, James y Louis son borrados de la existencia.
De vuelta al principio Louis recuerda todo lo sucedido, conduce a casa, revelando que la línea temporal se reinició desde que James murió a los 11 años, nunca se convirtió en Keech, el asesino en serie. Cada víctima se muestra viva, incluido James, de vuelta con su madre nuevamente viviendo una mejor vida ya que Louis intervino para ayudarlo, cuando llega a casa ve que todo es diferente y su matrimonio está bien.

## Elenco
- Cuba Gooding Jr. como Louis Hicks
- Neal McDonough como Keech
- Nicki Aycox como Polly.
- Austin Abrams como James.
- Yancey Arias como el detective Ed Beker
- Dane Rhodes como el detective Gordon.
- Danielle Nicolet como Gina Hicks
- Adrianne Frost como Vicki Ihrling
- Edrick Browne como el detective Maddox
- Veronica Berry como Felicia Carson
- Shanna Forrestall como Kayla Pierce
- James DuMont como Guardia del zoológico
- Angelena Swords Brocato como Shelly
- Ross Britz como Policía novato
- Michael Dardant como Mago

## Recepción
Ticking Clock ha recibido críticas dispares. En Rotten Tomatoes recibió un 2.7 de un máximo de 5.0. Dread Central criticó la película, diciendo que era un "thriller de asesinos en serie bastante dudoso, con algunos momentos decentes y una intrigante pero poco desarrollada idea detrás del modus operandi de su asesino; el insultante final me dejó deseando poder haber dado marcha atrás al reloj y recuperar esos 100 minutos". DVD Talk también criticó negativamente la película, escribiendo "Una vez que has aceptado que puedes predecir exactamente hacia dónde va la película, los procedimientos siguen siendo observables, pero mucho menos emocionantes".

## Distribución doméstica
El DVD fue lanzado en la Región 1 en los Estados Unidos el 4 de enero de 2011, y también en la Región 2 en el Reino Unido el 10 de enero de 2011, fue distribuido por Sony Pictures Home Entertainment.